# Francique mosellan
Pour les articles homonymes, voir Francique.
Le francique mosellan (autonyme en luxembourgeois : Muselfränkesch; en allemand : Moselfränkisch) est un dialecte moyen-allemand occidental du rameau moyen-francique tirant son nom de la rivière Moselle. Il est apparenté au francique ripuaire.   
Il est parlé au Luxembourg, sous la forme standardisée du luxembourgeois, en Allemagne, principalement en Rhénanie-Palatinat et en Sarre ; dans une moindre mesure, ce dialecte est également usité en Rhénanie-du-Nord-Westphalie entre Siegen et Burbach, ainsi qu'en Hesse entre Limburg an der Lahn et Waldbrunn. En France, le francique mosellan est traditionnellement parlé dans le pays de Nied, dans la partie ouest de l'arrondissement de Forbach-Boulay-Moselle et dans l'arrondissement de Thionville. En Belgique, il est pratiqué dans le sud du territoire de la Communauté germanophone de Belgique. 
La zone linguistique du francique mosellan s'étend de Siegen au nord jusqu'à Mainvillers au sud, en passant par Coblence, Idar-Oberstein et Sarrelouis. Par ailleurs, pour les habitants situés de part et d'autre de la frontière franco-allemande, il constitue un ciment culturel qui a survécu aux turbulences de l'histoire.

## Appellation
L'appellatif moselfränkisch (francique mosellan) existe depuis au minimum 1903.
Le mot « mosellan » dans « francique mosellan » fait initialement et principalement référence à la rivière franco-allemande de la Moselle, car ce dialecte est usité le long de cette rivière entre Konz et Coblence. En France, l'appellation « francique mosellan » est quelquefois utilisée à la place de « francique lorrain » pour désigner l'ensemble des dialectes franciques qui sont présents dans le département de la Moselle, en référence à ce département ; cette ambiguïté entre rivière et département peut donc prêter à confusion.

## Situation géographique

Situation des principaux dialectes en Moselle, le Francique Mosellan est dans la région de Boulay-Moselle.

À l'est, le francique mosellan est voisin du francique rhénan (francique rhénan lorrain, francique palatin, hessois). En Lorraine, la limite orientale du domaine dialectal du francique mosellan correspond à peu près à la ligne de partage des eaux entre le bassin de la Nied (où on parle le francique mosellan) et celui des autres affluents de la Sarre (où on parle le francique rhénan lorrain). Cette limite correspond à  l'isoglosse dat/das (de) (mutation consonantique en finale).
À l'ouest, le francique mosellan est voisin du francique luxembourgeois (certaines classifications considèrent le luxembourgeois comme une variante du francique mosellan). En Lorraine, la limite occidentale du domaine dialectal du francique mosellan correspond à peu près à la ligne de partage des eaux entre le bassin de la Nied (où on parle le francique mosellan) et celui de la Moselle. Cette limite correspond à l'isoglosse op/of (mutation consonantique en finale).
Au sud, le francique mosellan est voisin du parler roman lorrain. Au nord, il est limité par le francique ripuaire (→Bönnsch) et le westphalien.
Au Brésil, le francique mosellan est la seconde langue la plus parlée, après le portugais brésilien. Elle compterait près de trois millions de locuteurs, soit bien plus qu’il n’en reste en Lorraine. Cette singularité fait du francique mosellan la seule langue germanique parlée en Amérique latine ainsi que l’atteste l’Unesco depuis 2012. Cette singularité linguistique puise son origine en terre lorraine et dans l’histoire de la maison de Habsbourg : c’est Marie Léopoldine d’Autriche, épouse de Pierre de Bragance, prince de Portugal, et futur Pedro 1er du Brésil qui est à l’origine de l’immigration importante de populations venues de Lorraine, en Sarre et du Palatinat au milieu du XIXe siècle pour peupler le sud du pays essentiellement. La fécondité de ces foyers de peuplement, leur éloignement géographique des centres du pouvoir central ainsi que la singularité du francique mosellan a permis que celui-ci, non seulement résiste jusqu’à aujourd’hui, mais prospère encore de manière spectaculaire. Aujourd’hui, le francique mosellan,  au même titre que les langues indigènes du pays, est désormais protégé par la Constitution.

## Exemples
| Français              | Francique mosellan |
| --------------------- | ------------------ |
| je                    | ich, eich          |
| tu                    | dau, de            |
| bonjour (le matin)    | mojen              |
| au revoir             | ädä, arwa          |
| qu'est ce que c'est ? | wat és dat ?       |
| pourquoi              | forwat             |
| ici                   | héi                |
| vite                  | dapper, siër       |
| lundi                 | mendach, mendich   |
| cinq                  | fenef              |
| vert                  | gréin              |
| diable                | deiwel, deibel     |

## Grammaire

### Verbes et conjugaison
Les verbes avoir et être conjugués au présent (région de Boulay-Moselle) :
| Personne                      | hann (avoir) | sénn (être) |
| ----------------------------- | ------------ | ----------- |
| ich (je/j')                   | hann         | sénn        |
| de (tu)                       | hascht       | béscht      |
| er, se, et (il, elle, neutre) | hat          | és          |
| mer (nous)                    | hann         | sénn        |
| der (vous)                    | hann         | sénn        |
| se (ils, elles)               | hann         | sénn        |

## Artistes et auteurs dialectophones
- Jean-Louis Kieffer, Hans Walter Lorang, Leiendecker Bloas, Manfred Pohlmann, Martin Weller, Mouldahaaf[6], Walter Liederschmitt (de), Alfred Gulden (de), Karl Conrath (de), Maria Croon (de), Manfred Moßmann (de), Peter Joseph Rottmann (de), Ernst Thrasolt (de), Peter Zirbes (Dichter) (de), Armin Peter Faust (de).

## Média
- Mei Bruda un eech (mon frère et moi) de Peter von der Mosel